# A Suburbanite's Ingenious Alarm

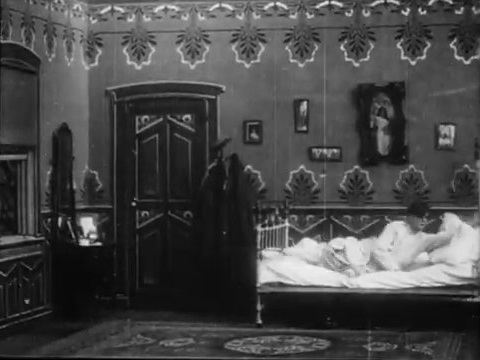

A Suburbanite's Ingenious Alarm est un film américain réalisé par J. Searle Dawley et Edwin S. Porter, sorti en 1908.

## Fiche technique
- Titre original : A Suburbanite's Ingenious Alarm
- Réalisation : J. Searle Dawley et Edwin S. Porter
- Société de production : Edison Manufacturing Company
- Pays d'origine :  États-Unis
- Langue originale : anglais
- Format : Noir et blanc - muet
- Durée : 7 minutes
- Date de sortie :
  -  États-Unis : 4 janvier 1908